# Teia dos Povos
A Teia dos Povos é uma articulação de comunidades e territórios autogeridos, movimentos sociais e grupos de apoio (elos). Foi fundada na 1º Jornada de Agroecologia da Bahia em 2012, realizada no Assentamento Terra Vista (Arataca), composta por representantes Pataxós, Tupinambás, Pataxó Hã-hã-hãe, quilombolas e campesinos de diversos movimentos. Sob o chamado por terra, território e agroecologia, a organização declara buscar tecer laços de solidariedade entre povos e sujeitos coletivos diferentes, onde cada um fundamenta suas orientações e modos de organização nos seus conhecimentos e saberes tradicionais, na construção de uma unidade comum através do estabelecimento de diálogos horizontais entre eles. A articulação é marcada pela heterogeneidade dessas coletividades, incluindo
movimentos e organizações sociais, pescadoras, marisqueiras, ribeirinhos, povo de fundo e fecho de pasto, povos de terreiros, pequenos agricultores, sem-terra, sem-teto, indígenas de muitas nações, quilombolas, povo negro, extrativistas e os muitos elos que apoiam e constroem a Teia a partir da solidariedade." (TEIA DOS POVOS, 2019)
A articulação organiza bancos de sementes crioulas, restauração de biomas, como a recuperação de nascentes, e formações e mutirões de fortalecimento da agroecologia, principalmente no bioma da mata atlântica no Sul da Bahia. Anuncia seu projeto de construção de bases econômicas para a autonômia e a superação do capitalismo.

## Publicações
- Por terra e território: caminhos da revolução dos povos no Brasil / Joelson Ferreira, Erahsto Felício; prefácio de TunyCwe Wazahi Tremembé (Rosa Tremembé). - Arataca(BA): Teia dos Povos, 2021.